# Disconnected (film 1984)
Disconnected è un film horror/thriller appartenente al sottogenere slasher, del 1984 diretto da Gorman Bechard.

## Trama
Un serial killer prima di uccidere le vittime le chiama al telefono per minacciarle. Alicia (Frances Raines), una giovane videonoleggiatrice, sarà una delle vittime.

### Distribuzione
Disconnected usci nei cinema negli Usa nel giugno 1984.

#### Budget
Il film costò solo 40,000